# Hauptstraße C16
Die Hauptstraße C16 im Südosten Namibias zweigt in Keetmanshoop von der Nationalstraße B1 ab und führt in östlicher Richtung über Aroab an die Grenze zu Südafrika bei Klein-Menasse.